# Шилка (река)
Вижте пояснителната страница за други значения на Шилка.
Шѝлка е река в Азиатската част на Русия, Южен Сибир, Забайкалски край, лява съставяща на река Амур от басейна на Охотско море. Дължината ѝ е 560 km, която ѝ отрежда 164-то място по дължина сред реките на Русия.
Река Шилка се образува от сливането на реките Ингода (708 km, лява съставяща) и Онон (818 km, дясна съставяща), на 496 m н.в., при малкото селце Онон, в централната част на Забайкалски край. По цялото си протежение река Шилка тече в североизточна посока, а последните 100 km – в източна, между хребетите Шилкински на северозапад и север и Боршчовочен на югоизток и юг. Цялото течение на реката има равнинен характер, като долината ѝ е широка, но долбока врязана между двата хребета. След образуването си реката образува широко отворени меандри и единични разклонения. Заливната ѝ тераса е едностранна и тясна, като до устието на река Нерча (ляв приток, при 483 km) тя е от лявата страна, а по-надолу, до град Сретенск – от дясната страна. Десните склонове на долината на Шилка по цялото ѝ протежение са значително по-стръмни от левите. След това между Сретенск и село Шилкинскияй Завод коритото ѝ е дълбоко врязано, без заливни тераси и меандри, почти праволинейно. По-надолу, до село Горбица течението ѝ продължава да е праволинейно, но тук-таме се отделят ръкави с дълги и тесни острови между тях. Тук има заливна тераса, но е тясна и едностранна. От село Горбица до устието си коритото на Шилка е дълбоко врязано, без заливни тераси, праволинейно, тук-таме с острови. На 5 km източно от село Уст Стрелка, на 305 m н.в. Шилка се съединява с идващата отдясно река Аргун и двете заедно дават началото на голямата река Амур.
Водосборният басейн на Шилка има площ от 206 хил. km2, което представлява 11,11% от водосборния басейн на река Амур и се простира в южната, централната и източна част на Забайкалски край, в ниските планини на Източното Забайкалие. Басейнът на реката е изграден от вулкански скали и конгломерати с палеозойска и протерозойска възраст. Климатът е рязко континентален: зимна температура -24 °C, лятна – +18 °C. Валежите (300 – 400 mm) прадат предимно под формата на дъжд.
Водосборният басейн на Шилка граничи със следните водосборни басейни:
- на запад – водосборния басейн на река Енисей, вливаща се в Карско море;
- на северозапад и север – водосборния басейн на река Лена, вливаща се в море Лаптеви;
- на североизток – водосборния басейн на река Амазар, ляв приток на Амур;
- на изток и югоизток – водосборния басейн на река Аргун, дясна съставяща на Амур;
- на юг – водосборните басейни на реките Улдза (безотточна), вливаща се в езерото Барун-Торей и Керулен, вливаща се в езерото Далайнор.

Река Шилка получава множество притоци с дължина над 10 km, като 5 от тях са с дължина над 100 km:
560 → Ингода 708 / 37 200
560 ← Онон 818 / 94 000
483 → Нерча 580 / 27 500
448 → Куенга 170 / 7000
402 ← Куренга 113 / 1720
Подхранването на реката е предимно дъждовно. Характерно е слабо пролетно пълноводие и епизодични летни прииждания в резултат на поройни дъждове, които многократно превишават пролетното пълноводие. Среден годишен отток на 149 km от устието 521 m3/s, което като обем се равнява на 16,443 km3, максимален отток 11400 m3/s, минимален 0,81 m3/s. Шилка замръзва в края на октомври, а се размразява в края на април.
Среден многогодишен годишен отток (за 50 години) в m3/s при хидрометеорологична станция „Часовая“, при 149 km
По течението на Шилка са разположени 2 града: Шилка и Сретенск; 3 селища от градски тип: Холбон, Приисковий и Уст Кара и около 20 малки села.
При високи води Шилка е плавателна по цялото си протежение. Използва се за превозване със салове на дървен материал. На протежение от 112 km, по левия бряг на реката между селата Онон и Дунаево преминава участък от Трассибирската железопътна линия на Русия.
През 1654 г. руският казак Пьотър Бекетов по време на похода си от езерото Байкал открива реката и пръв плава надолу по цялото ѝ течение. През 1675 г. дипломатическата мисия на Русия възглавявана от руския дипломат от румънски произход Николае Милеску по пътя си към Пекин отново проследява цялото течение на реката, и Милеску прави първото ѝ описание. През 1734 г. немският естествоизпитател на руска служба Йохан Георг Гмелин извършва първите научни изследвания на реката и на част от басейнът ѝ. През 1857 г. германския зоолог и ботаник на руска служба Густав Раде извършва комплексни географски изследвания във водосборния басейн на Шилка.